# Vandrare till intet
Vandrare till intet är en roman av Rudolf Värnlund utgiven 1926. Den var hans första utgivna roman.
Vandrare till intet är en utvecklingsroman med självbiografiska inslag. Det är en proletärskildring som starkt influerad av den tyske anarkisten Max Stirners tankegångar rymmer kritik av politiska ideologier och framhåller individens eget ansvar. Värnlund omtalade den som "en bok om den svärmiske, hänförde proletären och den fara som ligger i hans hänförelse". 

## Källa
- Den svenska litteraturen 1920-1950. Modernister och arbetardiktare, Bonniers 1989, sid. 113